# NGC 3489
NGC 3489 es una galaxia espiral barrada (SB0-a) localizada en la dirección de la constelación de Leo. Posee una declinación de +13° 54' 03" y una ascensión recta de 11 horas, 00 minutos y 18,4 segundos.
La galaxia NGC 3489 fue descubierta  el 8 de abril de 1784 por William Herschel.